# Beleți-Negrești
Beleti-Negresti là một xã thuộc hạt Argeş, România. Dân số thời điểm năm 2002 là 2000 người.